# 私人交通工具
私有運具，又稱為私人運具，是指僅供個人使用的交通工具，一般公众无法使用。與私人交通工具相對的則是公共交通工具。基本上用户可以自己控制此類交通工具在路上所花費的时间以及路线 ，這些交通工具有私家车、公司車輛、私人自行车、腳踏車、滑板车、摩托车、滑板车、私人飞机、私人船、雪地摩托、马车、马等，以及一些休閒裝備，如溜冰鞋、帆船、滑翔机、滑板等。